# Hermundurische Scholle

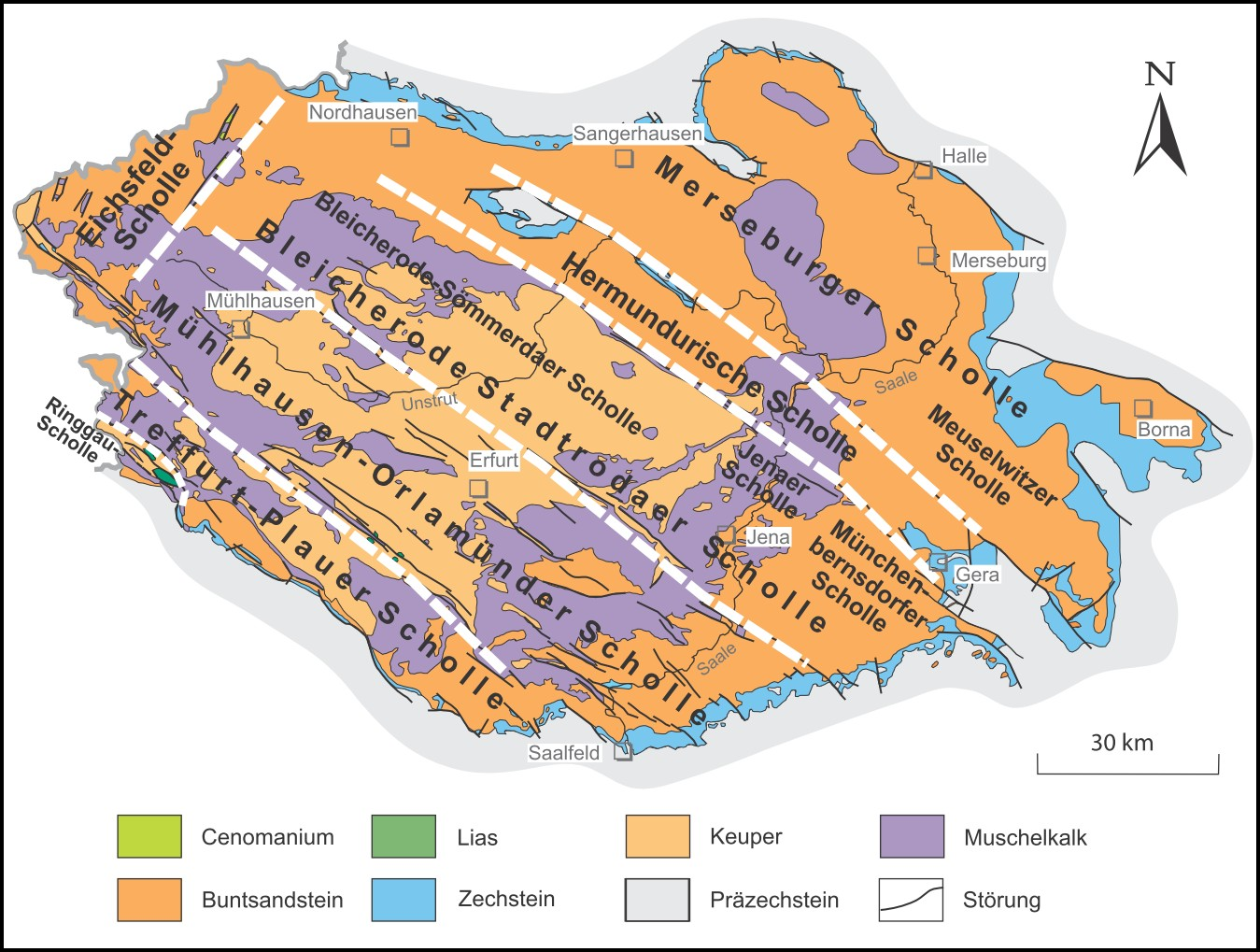
Die Hermundurische Scholle als nordöstliche Begrenzung des Thüringer Beckens

Die Hermundurische Scholle ist die teils in Thüringen, teils in Sachsen-Anhalt gelegene, nordöstlichste der vier hercynischen, d. h. von Nordwest nach Südost verlaufenden Hauptschollen im Bereich des Thüringer Beckens und seiner Randplatten. 
Sie reicht vom Buntsandstein des Nordthüringer Hügellandes nordwestlich des Kyffhäuser Aufbruchs bei Nordhausen (Thüringen) über das Kyffhäusergebirge (Perm) nebst südwestlichem Zechsteingürtel bei Bad Frankenhausen und sich anschließender Windleite (Buntsandstein) zur Helme-Unstrut-Niederung bei Heldrungen und schließlich zu Schmücke (in Kammlagen Muschelkalk) sowie Hoher Schrecke und Finne (Buntsandstein); weiter führt sie durch verschiedene flachwellige, lösshaltige Triaslandschaften der Unteren Unstrutplatten südwestlich Naumburgs (Burgenlandkreis, Sachsen-Anhalt) und des Altenburg-Zeitzer Lösshügellandes südlich bis südöstlich jener Stadt, bis bei Gera (wieder in Thüringen) die Ronneburger Querzone (Ronneburger Acker- und Bergbaugebiet) erreicht wird.
Die Hermundurische Scholle wird, zusammen mit der sich nordöstlich anschließenden Merseburger Scholle, zur Osterland-Scholle, benannt nach dem Osterland, zusammengefasst.

## Begrenzungen
Nach Südwesten wird die Hermundurische Scholle durch die Finne-Störungszone begrenzt, jenseits der sich die Bleicherode–Stadtrodaer Scholle des nordöstlichen Thüringer Beckens anschließt; ihre Nordwestgrenze bildet, der weitestmöglichen Interpretation nach, der Nordostarm der Ohmgebirgs-Grabenzone bzw. dessen Verlängerung nordwestlich Bischofferodes; im Nordosten stellt die Kyffhäuser-Crimmitschauer Störungszone eine Grenze zur Merseburger Scholle dar.